# 종교 개혁 500주년 기념일

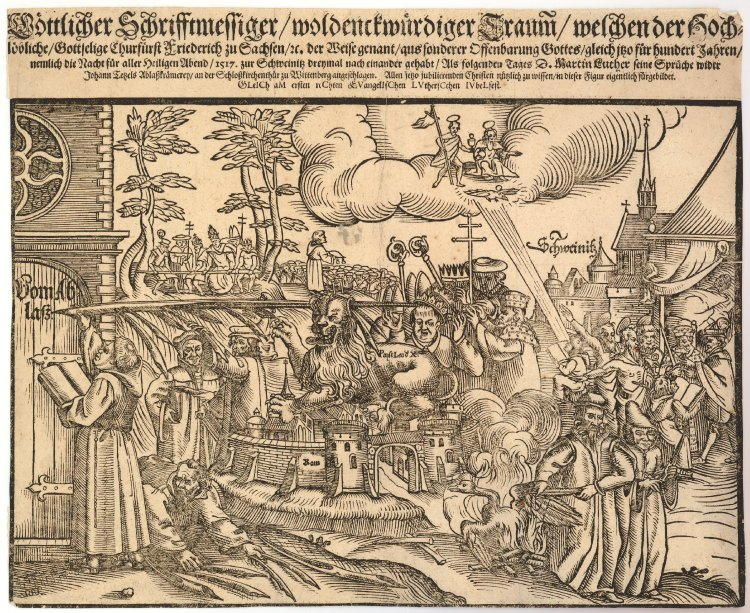
100주년을 맞이하여 1617년에 그림

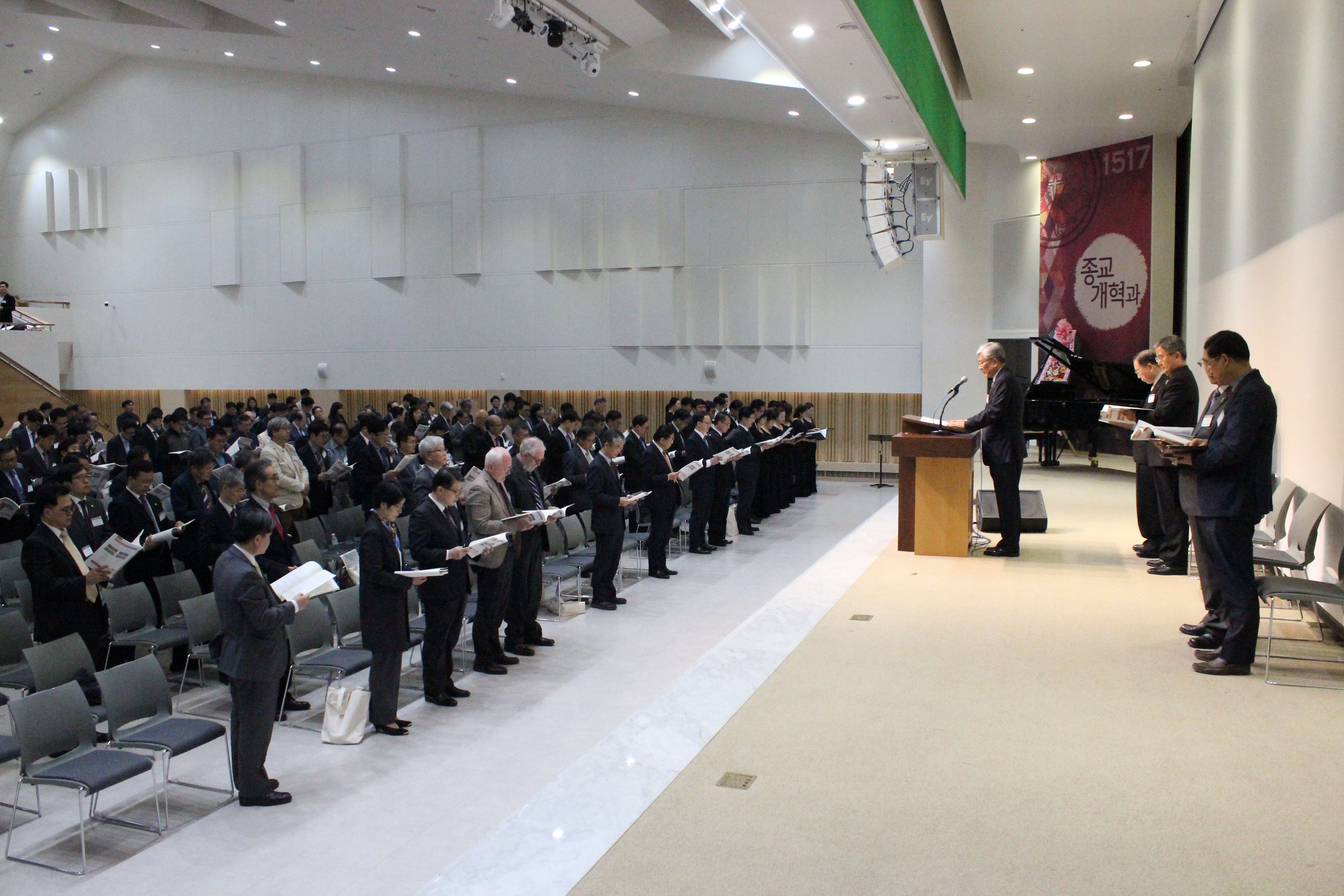
2017년 10월 20일 종교개혁500주년기념 공동학술 대회 예배

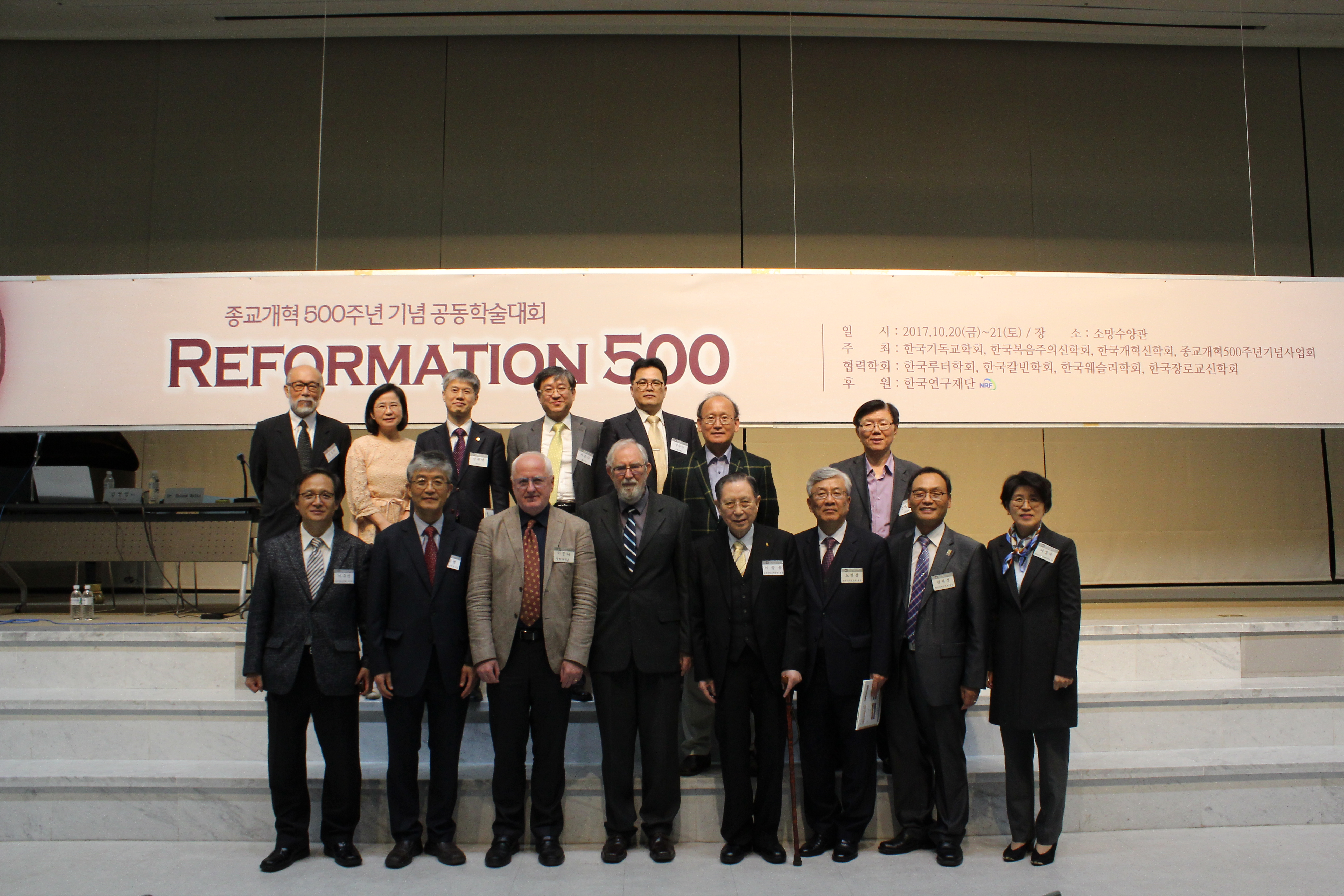
종교개혁500주년기념 공동학술대회 임원들과 강사들

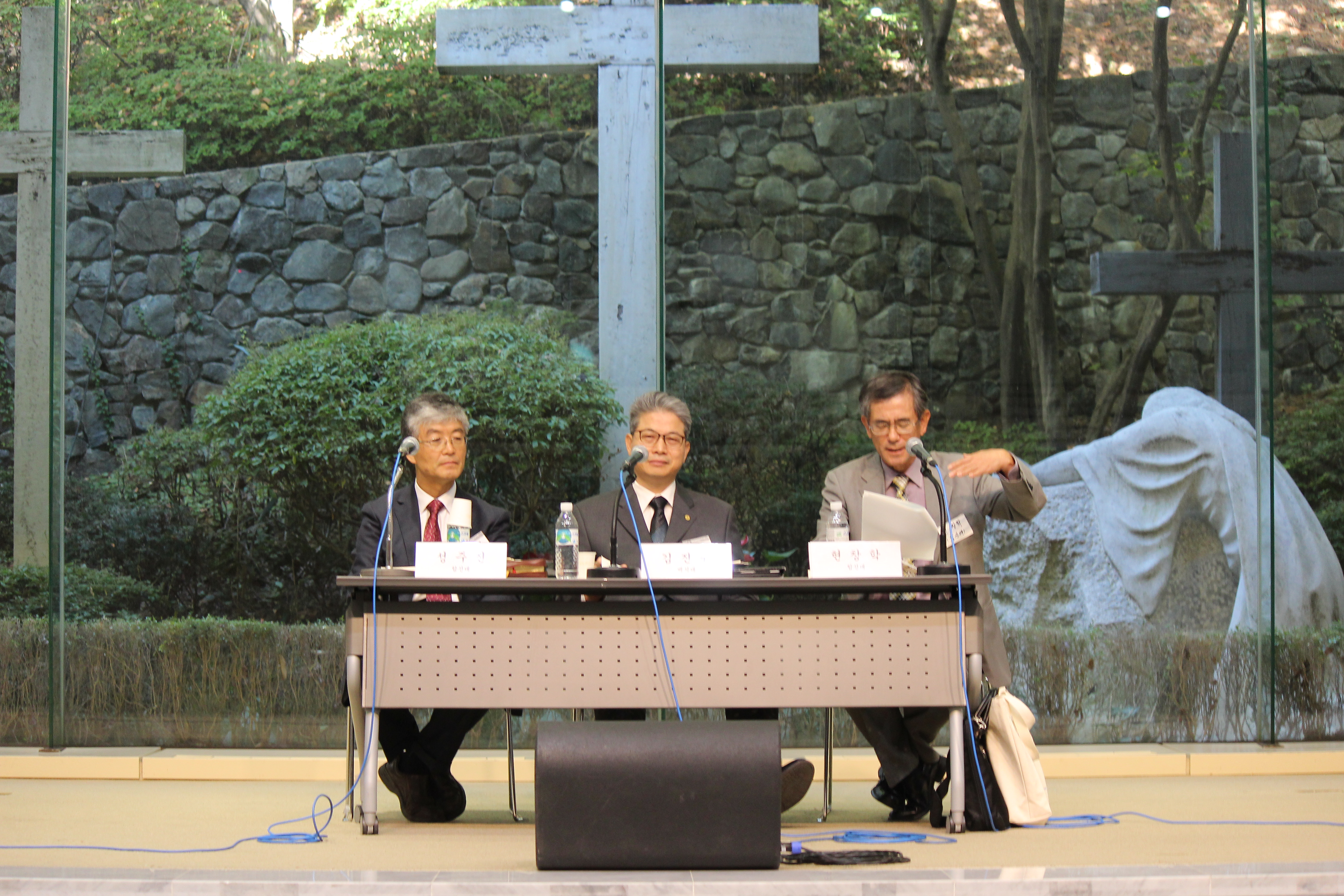
종교개혁500주년기념 공동학술대회 분과발표회 왼쪽에서 심상법 교수, 김진규 교수, 현창학 교수, 2017-10-20

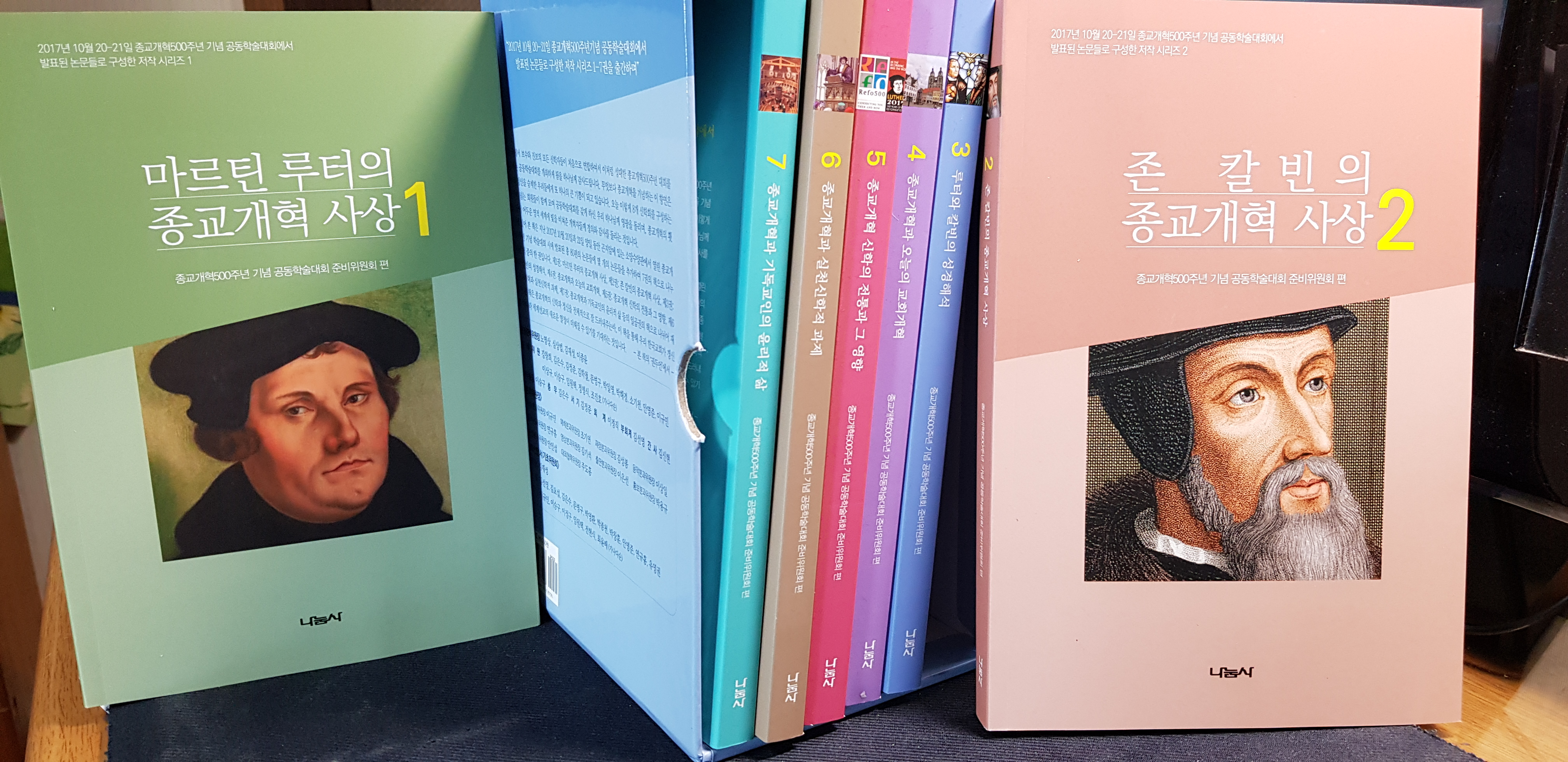
종교개혁500주년기념공동학술대회 도서들

종교개혁500주년기념일(Reformation 500th Anniversary, 1517년 10월 31일 - 2017년 10월 31)은 독일 종교 개혁가 마르틴 루터가 당시 부패한 로마 카톨릭 교회가 면죄부(면벌부, 대사)를 대량으로 판매하는 오류를 지적하고 교회를 개혁(종교 개혁)하기 위하여 1517년 10월 31일에 비텐베르그 교회 문에 95개 조 반박문을 게시한 것으로 알려진 사건이 프로테스탄트 교회의 시작이 되는 날로 500년이 되는 종교개혁기념일을 기념하는 것이다. 독일을 비롯한 세계의 각국에서 이 날을 개신교의 시작으로 다양한 행사를 주최한다.
500년이 되는 시점에서 한국의 개신교 신학회에 소속된 국내 모든 기독교 신학자들도 2017년 10월 20일과 21일 양일간 소망기도원에서 《종교개혁과 한국교회》란 주제로 예배와 논문 발표, 그리고 심포지움, 종교개혁500주년기념대회 신학선언서 발표와 같은 큰 행사를 하였다.

## 개요
한국의 개신교는 총회 별로 행사를 하였다. 신학회에 소속된 국내 신학자들도 2017년 10월 20일과 21일 양일간 소망기도원에서 《종교개혁과 한국교회》란 주제로 예배와 논문 발표, 그리고 심포지움과 같은 큰진보가 함께하는 행사였다. 이 연합학회는 보수와 진보행사였다. 모든 국내 신학자들이 모두 함께하는 행사이다. 한국기독교학회(노영상 회장), 한국복음주의신학회(심상법 회장), 한국개혁신학회(김재성 회장), 그리고 종교개혁500주년기념사업회 (이종윤 대표회장 요한칼빈탄생500주년기념사업회 대표회장)가 공동으로 주최하였다. 여기에 한국루터학회(홍지훈 회장), 한국칼빈학회(박해경 회장), 한국웨슬리학회(김진두 회장), 그리고 한국장로교신학회(이승구 회장)가 참석하였다. 종교개혁500주년기념 공동학술대회(2017 Academic Conference on the 500th Anniversary of the Reformation)의 위원장들로 준비하였다. 주제 강연은 남아공의 존 W. 드 구루취 교수와 루터대학교의 이말테 교수가 하였다. 또한 80명의 신학자들이 각 분과별로 발표를 하였다.

## 대회 준비위원회 조직
1960년 이후 최초로 한국의 진보와 보수 신학자들의 뜻 깊은 모임으로 종교개혁500주년기념 공동학술대회 준비행사를 소개하면 다음과 같다.

### 대회 주제 및 일시
- 대회주제“종교개혁과 오늘의 한국교회”(The Reformation and Contemporary Churches in Korea)
- 대회일시:  2017. 10. 20(금), 11:00 ~  21(토), 14:00
- 장소:  소망수양관 (곤지암)

- 대회구성
- 주최: 한국기독교학회, 한국복음주의신학회, 한국개혁신학회, 종교개혁500주년기념사업회
- 협력학회: 한국루터학회, 한국칼빈학회, 한국웨슬리학회, 한국장로교신학회
- 주관: 종교개혁500주년기념 공동학술대회 준비위원회

### 대회 준비위원회 섬김위원 조직
- 공동준비위원장: 노영상, 심상법, 김재성, 이종윤

- 준비위원: 강창희, 김은수, 김정준, 김학철, 문병구, 박일영, 박창훈, 박해경, 소기천, 안명준, 이규민, 이상규, 이승구, 임원택, 홍지훈 (가나다순)

- 사무총장: 이승구, 총무: 김은수, 서기: 김정준, 회계: 이경직, 부회계: 김선영, 간사: 김신현

- 학술분과위원장: 이규민, 예배분과위원장: 조기연, 재정분과위원장: 김성봉
- 대외협력분과위원장: 주도홍, 등록분과위원장: 연규홍, 음악분과위원장: 이상일
- 영상분과위원장: 김기석, 출판분과위원장: 이은선, 홍보분과위원장: 박용규, 동원분과위원장: 안인섭

- 신학선언서 기초위원회: 위원장: 김재성, 위원: 김선영, 김요섭, 김은수, 문병구, 박영환, 박종천, 박창훈, 안명준, 연규홍, 유영권, 이규민, 이승구, 이정구, 임원택, 전현식, 최윤배 (가나다순)

### 논문 발표자 명단
- 발표자 명단
- 대회일정

## 나라별 종교개혁500주년기념행사
2017년 10월 31일은 500주년이 되는 기념일로서 전 세계에 많은 행사와 기념대회를 열었다.

### 독일
2017년 10월 31일은 독일에서 합법적으로 공휴일로 선포되었다. 이날을 실행하기 위하여 기념일을 행사하지 않는 독일의 모든 주들에게도 공휴일로 지정되었다.

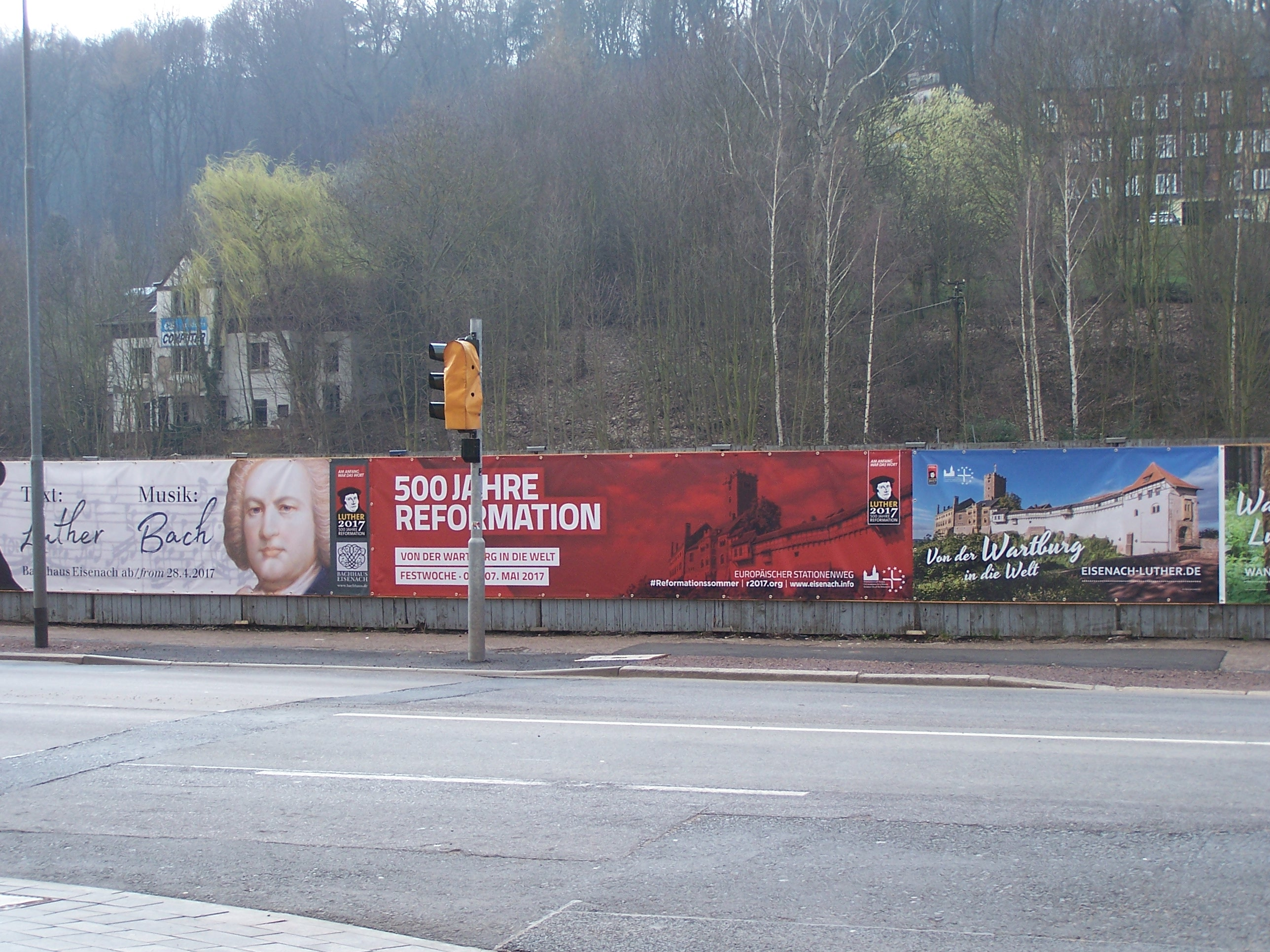
500주년기념홍보, 독일 아이스나흐

#### 미국
미국에서는 미국 복음주의 루터란 교회가 주도하여 워싱톤 D.C.에 있는 워싱턴 국립 교회에서 종교개혁 500주년 기념대회를 갖었다.

## 같이 보기
- 종교개혁500주년기념사업회
- 종교개혁기념일
- 종교개혁500주년기념대회 신학선언서
- 95개 논제
- 종교 개혁
- 종교 개혁가
- 종교 개혁가들의 신학
- 마르틴 루터
- 신학회
- 요한칼빈탄생500주년기념사업회
- 한국기독교학회
- 한국복음주의신학회
- 한국개혁신학회
- 개혁교회 종교개혁500주년기념대회
- 노영상
- 이승구
- 안명준

## 대회행사 동영상
- 종교개혁 500주년기념 공동학술대회 대회조직위 인사말 및 여는예배
- 종교개혁 500주년 한국신학자선언, 한국기독교학회
- 서울바하합창단 종교개혁 500주년 기념 공동학술대회 축하공연
- 종교개혁 500주년기념 공동학술대회 패널토의
- 종교개혁 500주년기념 공동학술대회 주제강연
- 종교개혁 500주년기념 공동학술대회 닫는예배
- 종교개혁 500주년기념 공동학술대회 사진영상
- 종교개혁 500주년기념 공동학술대회 닫는예배